# Hebella contorta
Hebella contorta is een hydroïdpoliep uit de familie Hebellidae. De poliep komt uit het geslacht Hebella. Hebella contorta werd in 1890 voor het eerst wetenschappelijk beschreven door Marktanner-Turneretscher. 